# 2008
2008（二千八、にせんはち）は、自然数また整数において、2007の次で2009の前の数である。

## 性質
- 2008 は合成数であり、約数は 1, 2, 4, 8, 251, 502, 1004, 2008 である。
  - 約数の和は3780。
- 各位の和が10になる119番目の数である。1つ前は1900、次は2017。
  - 各位の和が三角数になる403番目の数である。1つ前は2004、次は2010。(オンライン整数列大辞典の数列 A187744)
- 2008 = 62 + 62 + 442 = 62 + 262 + 362 = 102 + 122 + 422 = 182 + 282 + 302
  - 3つの平方数の和4通りで表せる251番目の数である。1つ前は2004、次は2011。(オンライン整数列大辞典の数列 A025324)
  - 2008 = 62 + 262 + 362 = 102 + 122 + 422 = 182 + 282 + 302
    - 異なる3つの平方数の和3通りで表せる193番目の数である。1つ前は1987、次は2011。(オンライン整数列大辞典の数列 A025341)
- 2008 = 23 + 103 + 103 = 43 + 63 + 123
  - 3つの正の数の立方数の和で表せる244番目の数である。1つ前は2001、次は2017。(オンライン整数列大辞典の数列 A003072)
  - 3つの正の数の立方数の和2通りで表せる14番目の数である。1つ前は1945、次は2072。(オンライン整数列大辞典の数列 A025396)
  - 2008 = 43 + 63 + 123
    - 異なる3つの正の数の立方数の和1通りで表せる140番目の数である。1つ前は1971、次は2059。(オンライン整数列大辞典の数列 A025399)
- p3 × q の形で表せる81番目の数である。1つ前は1971、次は2056。(オンライン整数列大辞典の数列 A065036)

## その他 2008 に関連すること
- フェラーリ・F2008は、スクーデリア・フェラーリのフォーミュラ1カー。
- Microsoft Windows Server 2008は、サーバ専用オペレーティングシステム。
- プジョー・2008はプジョーのクロスオーバーSUV。
- 2008 (UAの曲)